# Województwo połockie
Województwo połockie – województwo na Białej Rusi w Wielkim Księstwie Litewskim.

## Historia

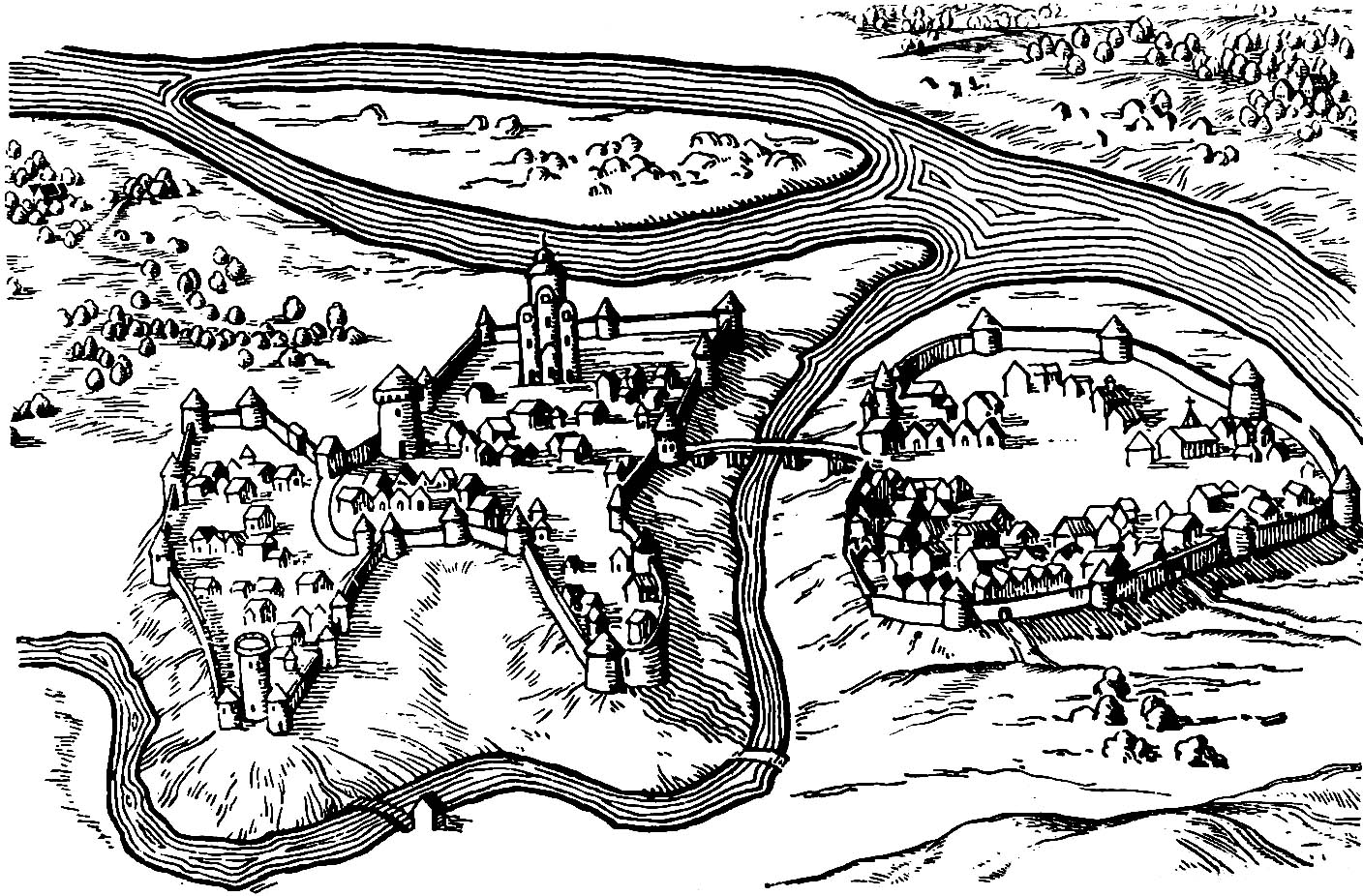
Połock w XVI wieku

Województwo połockie przekształciło się z Księstwa połockiego. W XII w. księstwo było w posiadaniu Rurykowiczów kijowskich. Na początku XIV w. dostało się pod panowanie Litwinów. Księstwo, nadawane jako uposażenie młodszym synom wielkich książąt, którym jako ostatni władali Andrzej Olgierdowic, a po nim krótko Skirgiełło Iwan, zlikwidował książę Witold. Od tej pory ziemią połocką zarządzał książęcy starosta. Od 1504 r. księstwo zaczęto nazywać województwem. W 1563 r. Iwan Groźny zdobył Połock i prawie cały obszar województwa przyłączył do swego państwa. Ziemie te wróciły do Rzeczypospolitej w 1579 r., po odbiciu Połocka przez Stefana Batorego. W 1655 r. car Aleksy I Michałowicz ponownie zajął województwo połockie, a zostało ono odzyskane na mocy rozejmu andruszowskiego 1667. I rozbiór Polski (1772) podzielił województwo. Północna część wraz z Połockiem przypadła Rosji, została przemianowana na prowincję połocką i włączona do guberni pskowskiej. Południowa część została (nadal jako województwo połockie) przy Polsce. Siedzibę województwa przeniesiono do Lepela, w 1776 do Uszacza, a w 1791 r. do Czaśnik. 
W 1793 r., podczas II rozbioru Polski, całe terytorium województwa zostało włączone do Imperium Rosyjskiego, w granice guberni połockiej.

## Organizacja

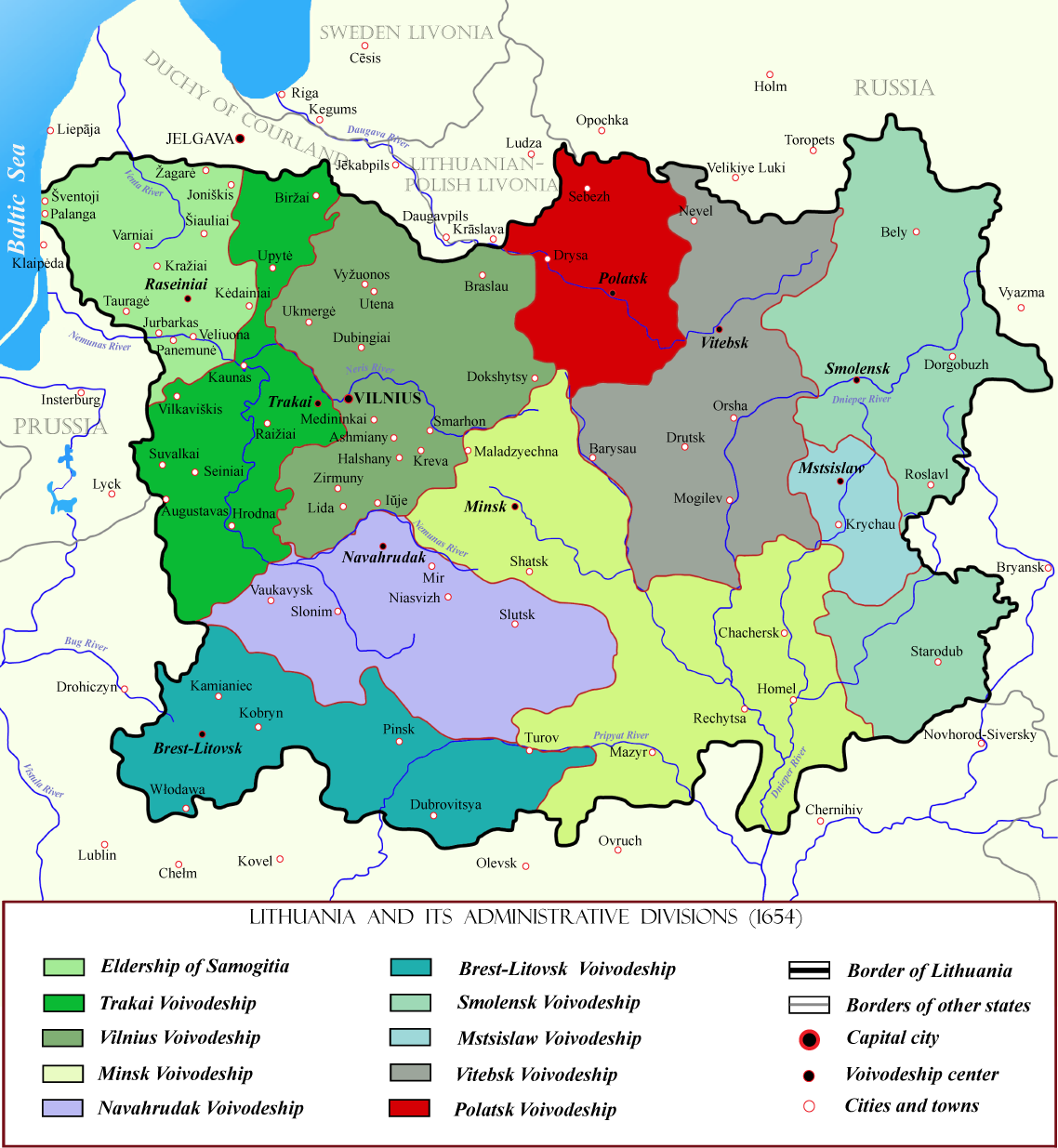
Położenie województwa połockiego na mapie Wielkiego Księstwa Litewskiego
Województwo połockie, ze względu na słabe zaludnienie nie było podzielone na powiaty. W okresie Rzeczypospolitej Obojga Narodów szlachta wybierała zatem na sejmiku ziemskim odbywanym w Połocku, tylko dwóch posłów na Sejm i dwóch deputatów do Trybunału Głównego Wielkiego Księstwa Litewskiego, (po jednym do Wilna na jego kadencję litewską i do Mińska na kadencję ruską). Od 1773 r. sejmiki odbywały się w Uszaczu. Województwo miało dwóch senatorów. Wojewodę i kasztelana połockiego (krzesłowego czyli większego). Wojewoda szedł w senacie za wojewodą lubelskim a przed bełskim. Tak samo kasztelan wśród kasztelanów większych. Województwo mogło proponować królowi kandydata na wojewodę (podobny przywilej miały województwo witebskie oraz księstwo żmudzkie). Herbem województwa była litewska Pogoń w białym polu lub na czerwonej chorągwi. Mundur wojewódzki był identyczny ze smoleńskim, czyli karmazynowy kontusz i granatowe: żupan oraz wyłogi.
Dźwina przecinała województwo na dwie równe części. Graniczyło ono od północy z Rosją, od wschodu z województwem witebskim, od południa z województwem mińskim, od południowego zachodu z wileńskim, a od zachodu z Inflantami.
Wojewodami połockimi byli m.in.: Piotr Kiszka, hetman wielki litewski Janusz Kiszka, Stanisław Hlebowicz, Mikołaj Dorohostajski uwieczniony przez Matejkę na obrazie Batory pod Pskowem, Michał Drucki Sokoliński (zm. 1621), Aleksander Ludwik Radziwiłł, kanclerz wielki litewski Aleksander Michał Sapieha, hetman polny litewski Jan Jacek Ogiński, hetman polny litewski Stanisław Ernest Denhoff, niedoszły teść Tadeusza Kościuszki Józef Sylwester Sosnowski.
Województwo dzieliło się na starostwaː
- dziśnieńskie
- lepelskie
- newelskie

Województwo obejmowało także przyległe majątki prywatne. Największe miasta i miasteczka to Oświeja, Bieszenkowicze, Ułła, Uszacz, Głębokie, Dzisna, Dryssa, Druja i Lepel.